# Bollywood Movie Award/Beste Hauptdarstellerin
Der Bollywood Movie Award Best Actress ist eine Kategorie des jährlichen Bollywood Movie Awards für indische Filme in Hindi.
Kajol und Urmila Matondkar haben den Preis jeweils zweimal gewonnen.

## Liste der Preisträger
| Jahr | Film                       | Schauspielerin   |
| ---- | -------------------------- | ---------------- |
| 1999 | Kuch Kuch Hota Hai         | Kajol            |
| 2000 | kein Preis                 | kein Preis       |
| 2001 | Fiza                       | Karishma Kapoor  |
| 2002 | Kabhi Khushi Kabhie Gham   | Kajol            |
| 2003 | Devdas                     | Aishwarya Rai    |
| 2004 | Bhoot                      | Urmila Matondkar |
| 2005 | Hum Tum                    | Rani Mukherjee   |
| 2006 | Maine Gandhi Ko Nahin Mara | Urmila Matondkar |
| 2007 | Corporate                  | Bipasha Basu     |